# Xenochlorodes nubigena
Xenochlorodes nubigena är en fjärilsart som beskrevs av Wolff 1977. Xenochlorodes nubigena ingår i släktet Xenochlorodes och familjen mätare. Inga underarter finns listade i Catalogue of Life.